# Pescia
Pescia è un comune italiano di 19 262 abitanti della provincia di Pistoia nel nord della Toscana.

## Geografia fisica

### Territorio
La città di Pescia si trova presso il limite nord-occidentale della Valdinievole (di cui è lo storico capoluogo), a breve distanza dal confine della provincia di Pistoia con Lucca. Il suo territorio si estende lungo la valle del fiume Pescia; è rinomata per la floricoltura e per il commercio dei fiori (in particolare il garofano), la produzione della carta, per la frazione di Collodi, la località dove Carlo Lorenzini (noto anche come Carlo Collodi, autore di Pinocchio) trascorse parte dell'infanzia, e per il Palio dei Rioni, gara di tiro con l'arco con relativo corteggio storico che vi si tiene ogni prima domenica di settembre. È il polo scolastico più importante del comprensorio, sede vescovile e amministrativa della Valdinievole.
A nord del comune, condivisa con Marliana si trova l'oasi di Lignana, luogo naturale affiliato alla WWF dove confluiscono i 4 torrenti che danno poi vita al Pescia di Pescia. Nell'oasi è presente anche Lignana, borgo fantasma in origine undicesima castella della regione Valleriana, andato distrutto nel 1346.

### Clima

#### Dati climatologici 1961-1990
In base alla media trentennale di riferimento 1961-1990, la temperatura media del mese più freddo, gennaio, si attesta a 6,1 °C, mentre la temperatura media del mese più caldo, luglio, fa registrare il valore di 24,5 °C.
Le precipitazioni medie annue, attorno ai 1.200 mm e distribuite mediamente in 106 giorni di pioggia, presentano un minimo relativo in estate, un picco in autunno ed un massimo secondario tra l'inverno e la primavera.
L'umidità relativa media varia dal 61% di luglio al 78% di novembre e dicembre; mediamente, l'eliofania fa registrare un valore medio annuo di 4,5 ore giornaliere.
| PESCIA (1961-1990)                 | Mesi | Mesi | Mesi | Mesi | Mesi | Mesi | Mesi | Mesi | Mesi | Mesi | Mesi | Mesi | Stagioni | Stagioni | Stagioni | Stagioni | Anno  |
| PESCIA (1961-1990)                 | Gen  | Feb  | Mar  | Apr  | Mag  | Giu  | Lug  | Ago  | Set  | Ott  | Nov  | Dic  | Inv      | Pri      | Est      | Aut      | Anno  |
| ---------------------------------- | ---- | ---- | ---- | ---- | ---- | ---- | ---- | ---- | ---- | ---- | ---- | ---- | -------- | -------- | -------- | -------- | ----- |
| T. max. media (°C)                 | 9,8  | 11,6 | 14,2 | 18,0 | 22,4 | 26,4 | 29,8 | 29,4 | 25,7 | 20,9 | 14,4 | 10,6 | 10,7     | 18,2     | 28,5     | 20,3     | 19,4  |
| T. min. media (°C)                 | 2,4  | 3,2  | 4,9  | 7,4  | 10,8 | 14,0 | 16,4 | 16,2 | 13,8 | 10,3 | 6,5  | 3,3  | 3,0      | 7,7      | 15,5     | 10,2     | 9,1   |
| Precipitazioni (mm)                | 130  | 130  | 102  | 92   | 84   | 55   | 29   | 50   | 96   | 127  | 163  | 141  | 401      | 278      | 134      | 386      | 1 199 |
| Giorni di pioggia                  | 11   | 11   | 10   | 9    | 9    | 6    | 5    | 5    | 8    | 8    | 13   | 11   | 33       | 28       | 16       | 29       | 106   |
| Umidità relativa media (%)         | 75   | 74   | 71   | 69   | 67   | 66   | 61   | 63   | 68   | 72   | 78   | 78   | 75,7     | 69       | 63,3     | 72,7     | 70,2  |
| Eliofania assoluta (ore al giorno) | 2,7  | 3,0  | 4,0  | 4,4  | 4,9  | 5,1  | 6,9  | 7,2  | 6,0  | 5,1  | 2,6  | 2,2  | 2,6      | 4,4      | 6,4      | 4,6      | 4,5   |

#### Temperature estreme mensili dal 1930 al 1998
Nella tabella sottostante sono indicate le temperature massime e minime mensili registrate periodo dal 1930 al 1998 dalla stazione meteorologica di Pescia situata presso l'Istituto Tecnico Agrario; la serie storica risulta lacunosa in alcuni mesi tra il 1944 e il 1945.
Nel periodo esaminato, la temperatura minima assoluta della serie storica esaminata è scesa a -13,0 °C l'11 gennaio 1985, mentre la temperatura massima assoluta ha toccato i +41,0 °C il 3 agosto 1947.
| PESCIA (1930-1998)    | Mesi         | Mesi        | Mesi        | Mesi        | Mesi        | Mesi        | Mesi        | Mesi        | Mesi        | Mesi        | Mesi        | Mesi        | Stagioni | Stagioni | Stagioni | Stagioni | Anno  |
| PESCIA (1930-1998)    | Gen          | Feb         | Mar         | Apr         | Mag         | Giu         | Lug         | Ago         | Set         | Ott         | Nov         | Dic         | Inv      | Pri      | Est      | Aut      | Anno  |
| --------------------- | ------------ | ----------- | ----------- | ----------- | ----------- | ----------- | ----------- | ----------- | ----------- | ----------- | ----------- | ----------- | -------- | -------- | -------- | -------- | ----- |
| T. max. assoluta (°C) | 19,2 (1949)  | 25,0 (1990) | 26,0 (1994) | 30,2 (1949) | 34,0 (1979) | 37,4 (1947) | 39,5 (1983) | 41,0 (1947) | 38,6 (1949) | 31,0 (1985) | 24,6 (1985) | 19,0 (1959) | 25,0     | 34,0     | 41,0     | 38,6     | 41,0  |
| T. min. assoluta (°C) | −13,0 (1985) | −9,3 (1956) | −6,8 (1949) | −1,2 (1970) | 1,0 (1962)  | 6,0 (1962)  | 9,0 (1954)  | 8,0 (1940)  | 5,0 (1971)  | −2,0 (1941) | −4,0 (1975) | −8,0 (1940) | −13,0    | −6,8     | 6,0      | −4,0     | −13,0 |

- Classificazione sismica: zona 3 (sismicità bassa), Ordinanza PCM 3274 del 20/03/2003
- Classificazione climatica: zona D, 1877 GG
- Diffusività atmosferica: bassa, Ibimet CNR 2002

## Storia

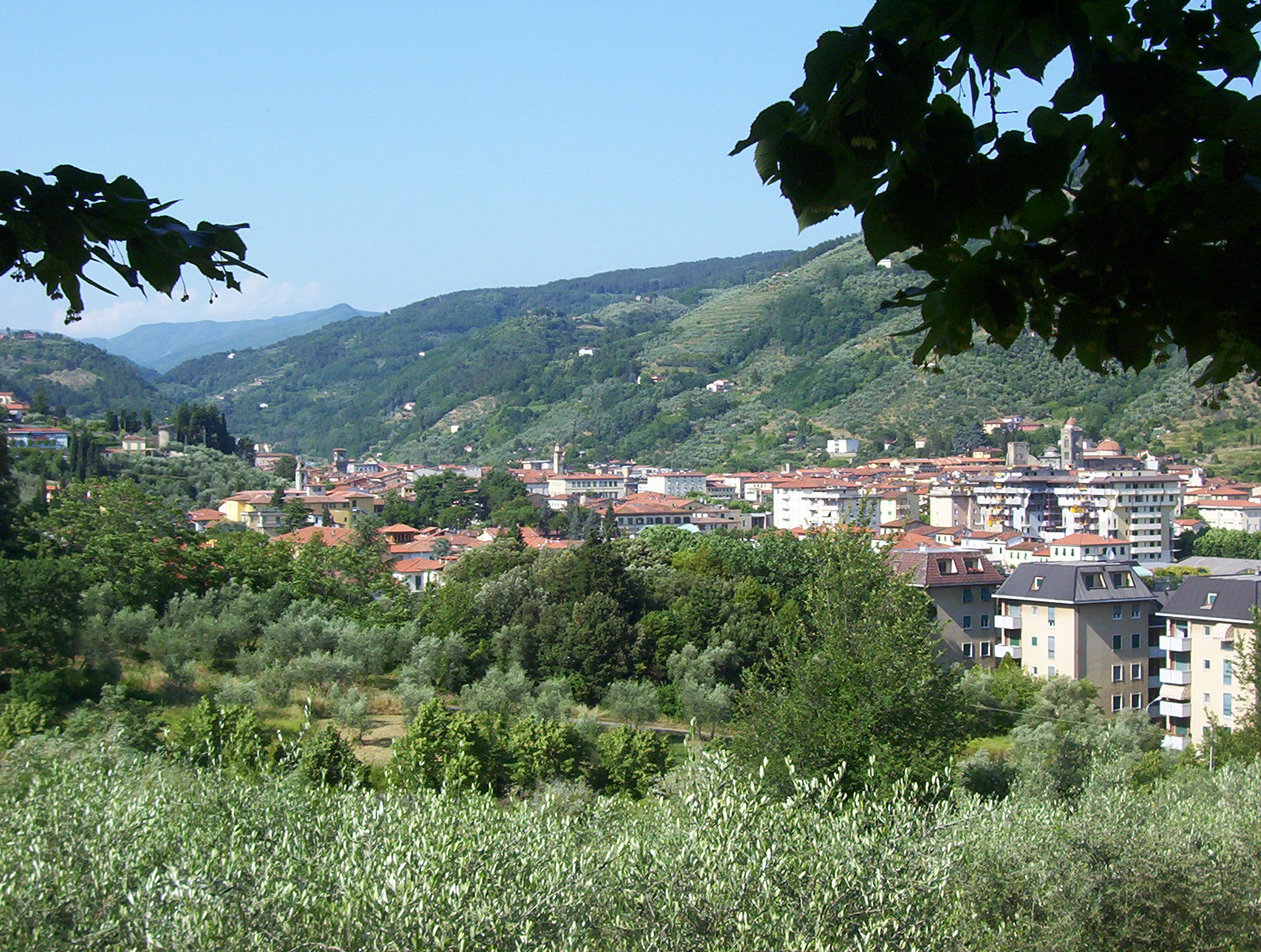
La città vista dalle colline circostanti

Storicamente Pescia si è sviluppata a partire da due nuclei funzionali differenti: quello dedicato alla vita pubblica ed al commercio si affaccia sulla riva destra del fiume Pescia, quello dedicato alle attività religiose e monastiche, invece, si estende sulla riva sinistra. Il primo nucleo si concentra simbolicamente nella grande Piazza Mazzini, nel Palagio e nei torrioni, il secondo nel Duomo e nella Porta Fiorentina (1732); i due centri, attorno ai quali si sviluppano una fitta rete di vicoli e rughe, sono connessi fra loro dal caratteristico Ponte del Duomo.
Secondo alcuni ritrovamenti archeologici e testimonianze scritte, si presume che Pescia sia stata fondata dai longobardi, che qui vi posero un insediamento. E appunto il nome del fiume omonimo prima e dell'insediamento poi deriva da un adattamento latino di una parola longobarda, pehhia, dalla radice germanica *bak- che significa fiume, torrente (cfr. tedesco Bach e inglese beck).
Poco più di tre secoli dopo la fondazione dell'abitato, Pescia, indipendente, rimase coinvolta quindi negli scontri tra guelfi e ghibellini. Di parte ghibellina, venne a scontrarsi con Lucca, di parte guelfa, e venne invasa e distrutta nel 1281, ma già pochi anni dopo cominciò la ricostruzione con l'aiuto degli stessi lucchesi. Durante il medioevo Firenze e Lucca si contesero la città, il cui comune sorgeva al confine tra le due repubbliche. Dopo un tentativo d'invasione fallito da parte di Pisa, la città passò sotto il dominio della Repubblica di Firenze.
L'economia della città si basava principalmente sull'allevamento del gelso e del baco da seta, di cui si racconta che sia stato importato segretamente dall'Oriente per la prima volta in Europa proprio dal pesciatino Francesco Buonvicini.
Nel 1519, la Pieve di S. Maria di Pescia fu elevata al rango di prepositura e il preposto divenne "nullius", ossia esercitava pressoché tutte le funzioni sacramentali e giuridiche del vescovo. Il 19 febbraio 1699 il Granduca di Toscana Cosimo III de' Medici la elevò al rango di città. Nel 1727, la diocesi di Pescia, guidata dal "preposto nullius", divenne sede di un vescovo, direttamente dipendente dalla Santa Sede.
Napoleone Bonaparte transitò con il suo esercito nella Valdinievole e sostò a Pescia; ordinò la riconversione della produzione agricola, facendo sostituire la tradizionale produzione della seta con la barbabietola da zucchero per l'approvvigionamento del suo esercito, arrecando grave danno all'economia cittadina.
In seguito all'unione del Ducato di Lucca al Granducato di Toscana nel 1849, Pescia e la Valdinievole vennero inseriti nel compartimento di Lucca, che successivamente, in seguito all'unificazione italiana, divenne la provincia di Lucca. Il  1º agosto 1884 le furono aggiunte le frazioni di Collodi e Veneri , seguite da S. Quirico, Medicina, Fibbialla e Aramo, tutte parte del comune di Villa Basilica, il 7 gennaio 1891, con Regio decreto 19 novembre 1890, n. 7307.
La città rimase in ambito lucchese fino al primo dopoguerra quando, in seguito alla creazione della provincia di Pistoia, l'8 gennaio 1927 venne deciso il passaggio della Valdinievole alla neonata provincia.
Nel primi anni della seconda guerra mondiale, Pescia fu uno dei numerosi comuni della Toscana ad essere designati come luoghi di internamento civile per profughi ebrei stranieri. Tra il 1941 e il 1942 vi dimorarono per circa un anno 7/8 ebrei alloggiati in pensioni o alberghi prima di essere tutti trasferiti in altra località. Vi giunsero poi oltre una decina di ebrei italiani sfollati per sfuggire ai bombardamenti e che dopo l'8 settembre 1943 sopravvissero sotto falso nome, grazie alla protezione loro offerta dalla Delasem tramite il vescovo Angelo Simonetti. Tre furono gli ebrei arrestati in paese. Tra di loro i coniugi Della Riccia, rifugiatisi da Firenze a Pescia dove erano proprietari di una tenuta agricola e arrestati il 18 aprile 1944 in seguito ad una delazione. Si salvarono le loro tre figlie (Lea, Michal e Miriam) che per diverse settimane trovarono rifugio presso la famiglia del fattore prima di essere accolte a Lucca da una zia. Per questo, il 26 novembre 2003, i coniugi Umberto Natali e Amina Nuget sono stati insigniti dell'alta onorificenza di giusti tra le nazioni dall'Istituto Yad Vashem di Gerusalemme.
I bombardamenti e i combattimenti durante il passaggio del fronte danneggiarono molto gravemente Pescia, poiché si trovava a ridosso della linea Gotica: le truppe naziste in ritirata minarono vari edifici del centro abitato e fecero saltare tutti i ponti sul fiume. La completa distruzione della città, che pure i tedeschi avevano minacciato, fu evitata grazie all'impegno e alla mediazione del Vescovo Angelo Simonetti.

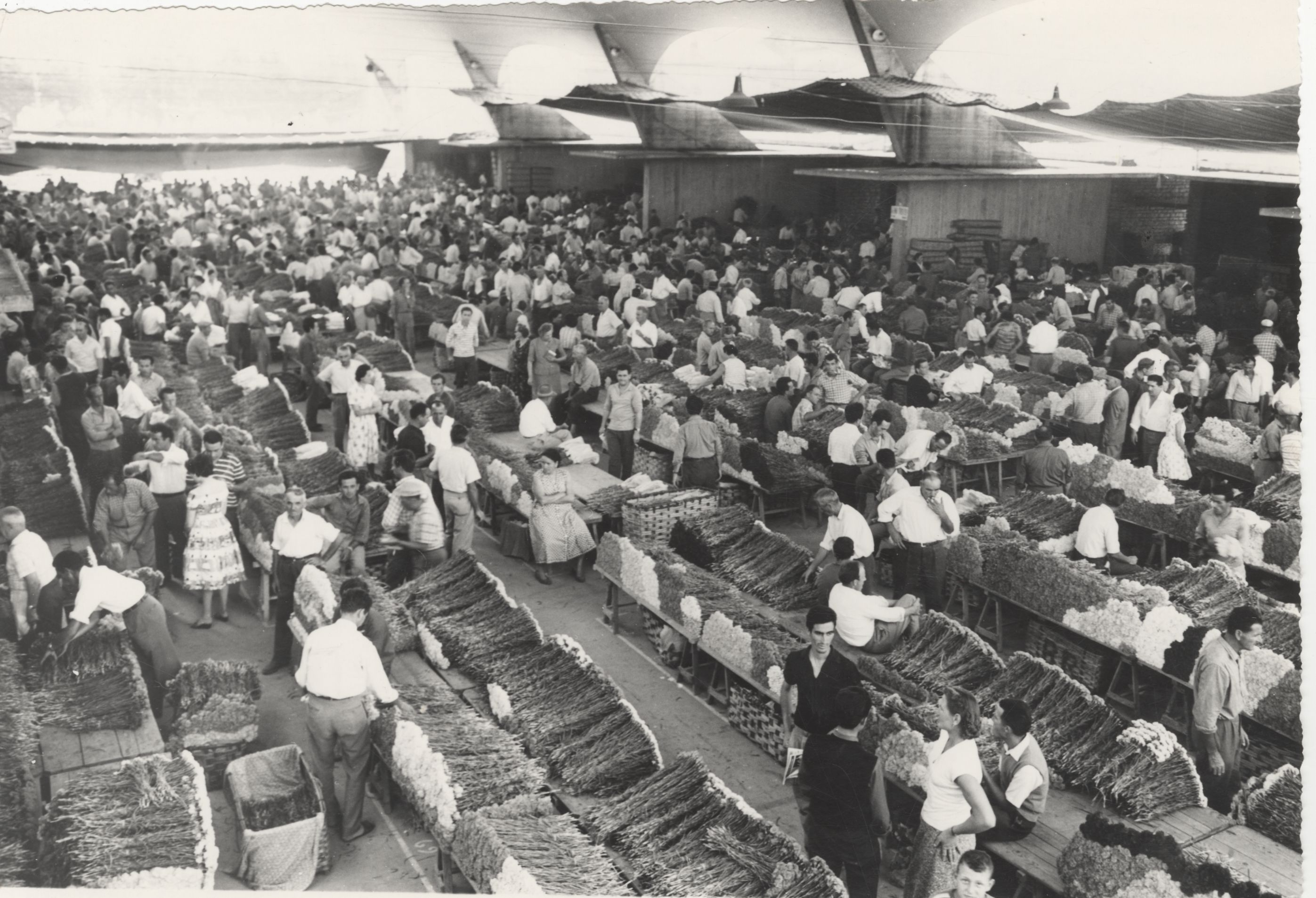
Mercato dei fiori di Pescia nel 1962

In seguito la città si riprese rapidamente, e venne costruito il Mercato dei Fiori Vecchio e in seguito il Mercato dei Fiori Nuovo, iniziando il commercio dei fiori nel mondo.

### Onorificenze
Pescia è tra le città decorate al valor militare per la guerra di liberazione, insignita della medaglia di bronzo al valor militare per i sacrifici delle sue popolazioni e per l'attività nella lotta partigiana durante la seconda guerra mondiale:

## Monumenti e luoghi d'interesse

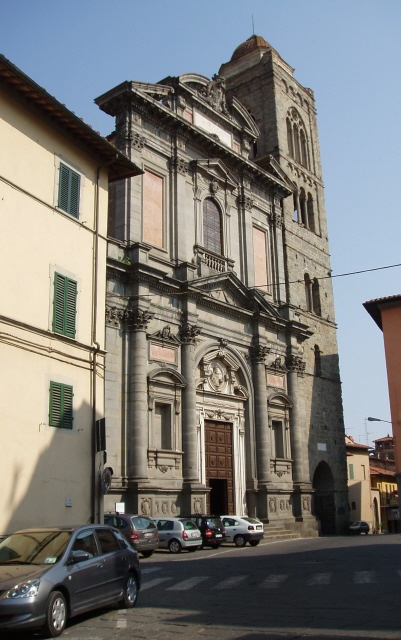
Il duomo di Pescia

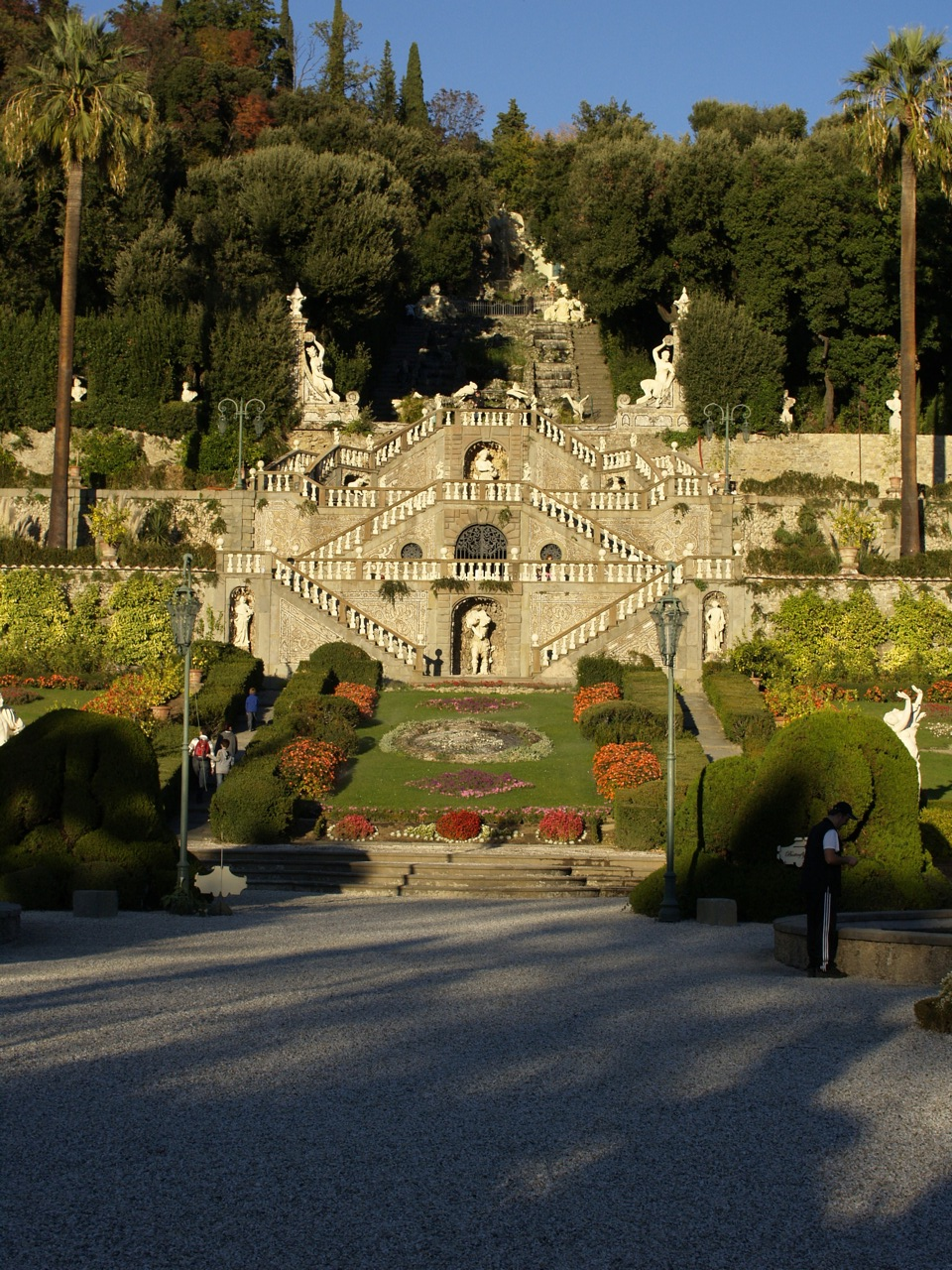
Villa Garzoni

Gli edifici cittadini principali sono il Palazzo del Vicario (secoli XIII-XIV), attuale sede del municipio comunale, con la sua torre campanaria, il Palazzo del Podestà o Palagio (edificato tra il XII ed il XIII secolo, è ora sede della gipsoteca “Libero Andreotti”), la Villa Sismondi (sede della Biblioteca comunale), il Duomo (intitolato a Santa Maria Assunta), la chiesa di San Francesco in stile gotico, l'oratorio della Madonna di Pie' di Piazza, edificato nel XV secolo su disegno di Andrea Cavalcanti detto il Buggianino, il Teatro comunale Giovanni Pacini (disegnato dall'architetto pesciatino Giovanni Antonio Tani nel 1717 e poi più volte ristrutturato), l'Ospedale (edificato in diverse epoche e dedicato ai Santi Cosma e Damiano) e la Villa e Giardino Garzoni (sec. XVI) a Collodi.
Per l'architettura moderna sono rilevanti il Mercato dei Fiori Vecchio che si riallaccia ai temi del razionalismo italiano del secondo dopoguerra (disegnato da un team di architetti diretti da Leonardo Savioli e Leonardo Ricci e realizzato nel 1951) ed il Comicent, attuale sede del mercato dei fiori, progettato nel 1968 e realizzato nei pressi della stazione ferroviaria cittadina.
Il centro storico di Pescia è diviso in quattro quartieri o rioni: Ferraia a nord-ovest (Piazza Mazzini, Ruga degli Orlandi, Piazza Santo Stefano), San Francesco ad est (Piazza San Francesco, via Cesare Battisti, Ricciano), Santa Maria nel centro (Piazzetta Ducci - popolarmente nota come "Sdrucciolo del Duomo", via Giuseppe Giusti, via Giovanni XXIII) e San Michele a sud-ovest (Borgo della Vittoria, via Giovanni Amendola, Casacce) comprendenti musicisti, danzatori, arcieri, figuranti e sbandieratori; i quattro quartieri si sfidano a settembre nel Palio dei Rioni.
Nella località di Collodi, oltre alla Villa Garzoni, è presente il Parco di Pinocchio progettato da Pietro Porcinai con opere di Emilio Greco (Pinocchio e la Fata), Venturino Venturi (Piazzetta dei Mosaici), Pietro Consagra (il Carabiniere, il Gatto e la Volpe e il Serpente), Marco Zanuso e Augusto (Bobo) Piccoli (il Grande Pescecane). All'esterno del Parco, Giovanni Michelucci ha disegnato la struttura dove ha sede il ristorante Osteria del Gambero Rosso.
Sono interessanti anche la villa La Guardatoia, la cappella Scaglietti-Arcangeli, l'Antica Strada Maestra Postale Lucchese, la Casa del Fascio e il teatro Pacini di epoca settecentesca.

### Architetture religiose

#### Chiese parrocchiali
- Cattedrale di Santa Maria Assunta
- Chiesa dei Santi Stefano e Niccolao
- Chiesa di San Michele Arcangelo
- Chiesa di Santa Maria Assunta in Castellare
- Chiesa di San Frediano ad Aramo
- Pieve dei Santi Ansano e Tommaso a Castelvecchio
- Chiesa di San Bartolomeo a Collodi
- Chiesa di San Michele a Fibbialla
- Chiesa dei Santi Martino e Sisto a Medicina
- Chiesa dei Santi Matteo e Colombano a Pietrabuona
- Chiesa dei Santi Andrea e Lucia a Pontito
- Pieve di San Quirico a San Quirico
- Chiesa dei Santi Pietro e Paolo apostoli a Sorana
- Chiesa di Santa Maria Assunta a Stiappa
- Pieve dei Santi Martino e Sisto a Vellano
- Chiesa dei Santi Quirico e Giulitta a Veneri
- Chiesa dei Santi Lorenzo e Stefano, in località San Lorenzo

#### Chiese minori
- Chiesa della Santissima Annunziata
- Chiesa della Madonna di Pie' di Piazza
- Chiesa di Santa Maria Maddalena
- Chiesa di San Francesco, che conserva la pala di San Francesco e storie della sua vita di Bonaventura Berlinghieri, dipinta nel 1235, quando il santo era scomparso da appena 9 anni.
- Chiesa di San Michelino
- Pieve dei Santi Bartolomeo e Andrea, in località Monte a Pescia
- Chiesa dei Santi Margherita e Concordio, in località Santa Margherita
- Chiesa dei Santi Vito e Modesto, in località Collecchio
- Casa di Nazareth
- Chiesa dei Santi Jacopo e Caterina in località Lignana

#### Oratori
- Oratorio di Sant'Antonio abate
- Oratorio di San Domenico

#### Conventi
- Convento di San Ludovico a Colleviti
- Convento della Visitazione e chiesa di San Giuliano
- Convento di Santa Chiara
- Casa di Nazareth, già Convento di San Francesco di Paola
- Monastero di Santa Maria Nuova
- Monastero di San Michele, oggi sede dell'istituto "Carlo Lorenzini"
- Convento di San Domenico, oggi sede della RSA per anziani "San Domenico"
- Convento di San Giuseppe

### Architetture civili e militari

#### Palazzi pubblici
- Palazzo del Vicario (XIII secolo), antica sede dei vicari imperiali di Pescia, oggi sede dell'amministrazione comunale
- Palazzo del Podestà detto il Palagio (XIII - XVII secolo), antica sede dei podestà di Pescia, oggi della Gipsoteca "Libero Andreotti"
- Palazzo Magnani (XIX secolo), in piazza Obizzi, che fu sede della Cassa di Risparmio di Pescia (1843), oggi ospita degli uffici comunali
- Palazzo Piacentini-Benedetti (XIX secolo), detto anche "All'amica risanata", dal titolo del poema che il Giusti dedicò alla sua amata Cecilia Piacentini, lì residente. Oggi è di proprietà comunale e ospita una delle sedi dell'Istituto "Carlo Lorenzini"

#### Palazzi gentilizi
- Palazzo Galeffi-Cappelletti (XIV-XIX secolo), già casa dei Cavalieri del Tau, oggi sede della Misericordia di Pescia
- Palazzo Bonagrazia (XXV-XVI secolo)
- Palazzo Della Barba (XVI secolo), residenza del medico Pompeo Della Barba, archiatra del pontefice Pio IV
- Palazzo Martelli (XVI secolo)
- Palazzo Matteucci (XVI secolo), già dei Cardini e dei Nucci
- Palazzo Turini (XVI secolo), residenza cittadina di Baldassarre Turini, datario di Leone X. Qui furono ospitati Caterina de' Medici nel 1533, l'imperatore Carlo V nel 1536 e il pontefice Paolo III nel 1541;
- Palazzo Cecchi (XVI-XIX secolo), già Orlandi, in piazza Obizzi.
- Palazzo Cecchi (XVI secolo), in piazzetta del Ducci, dove soggiornò il pontefice Paolo III nel 1541, quando visitò anche casa Turini
- Palazzo Ricci (XVII secolo), in via della Fontana, poi Forti
- Palazzo Forti (XVII secolo), in Ruga degli Orlandi
- Palazzo Flori-Sainati (XVII secolo), in via della Porta Vecchia
- Palazzo Serponti-Scoti (XVII secolo)
- Palazzo Magnani (XVII - XIX secolo), in Via Cairoli, sede della stazione dei Carabinieri di Pescia
- Palazzo Puccinelli (XVII - XIX secolo), in piazza del Duomo
- Palazzo Puccinelli Sannini (XVIII secolo), già dei Vanni
- Palazzo Galeotti (XVIII secolo), sede del Museo civico di Pescia
- Palazzo Marchi (XIX secolo)
- Palazzo Anzilotti Gambarini (XIX secolo), in Via Fiorentina, già dei Chiti, avi materni del poeta Giuseppe Giusti, che qui visse a lungo
- Palazzo Magnani-Ansaldi (XIX secolo), presso la Porta Fiorentina
- Palazzo Magnani (XIX secolo), presso il Ponte del Duomo

#### Ville gentilizie
- Villa La Guardatoia (XVII secolo)
- Villa di Ricciano (XVII secolo), già Ricci e Magnani, oggi sede dell'ITAS "Dionisio Anzilotti"
- Villa Chiari (XVII secolo), dei Forti
- Villa Garzoni (XVII secolo), nella frazione di Collodi
- Villa Galeotti-Flori (XVII secolo), nella frazione di Pietrabuona
- Villa Sismondi (XVIII secolo), residenza dello scrittore Jean Charles Léonard Simonde de Sismondi, oggi sede della Biblioteca comunale "Carlo Magnani"
- Villa Cardellini (XIX secolo), dei Puccinelli Sannini
- Villa di Cafaggio (XIX secolo), dei Simi
- Villa Valdiserra (XX secolo), progettata nel 1924 dall'insigne architetto Giovanni Michelucci

#### Castelli
- Torre di Collodi parte di ciò che resta del Castello di Collodi costruito a difesa del confine tra Pistoia e Lucca.

## Società

### Evoluzione demografica
Abitanti censiti

### Etnie e minoranze straniere
Secondo i dati ISTAT al 31 dicembre 2010 la popolazione straniera residente era di 2500 persone. Le nazionalità maggiormente rappresentate in base alla loro percentuale sul totale della popolazione residente erano:
- Albania 737 37,1%
- Romania 575 29,0%
- Marocco 246 12,4%
- Nigeria 100 6,5%

### Tradizioni e folclore
La prima domenica di settembre di ogni anno i rioni di Pescia si sfidano, dopo aver sfilato per le vie della città, nella gara di tiro con l'arco per l'assegnazione del palio cittadino. 
Una delle tradizioni cittadine è quella del cosiddetto Carnevalino. 

### Istituzioni, enti e associazioni
La città è servita dal Ospedale SS. Cosma e Damiano, uno dei tre presidi sanitari della provincia di Pistoia.

## Cultura

### Biblioteche
- Biblioteca capitolare,

nata dalla donazione fatta dal canonico Romualdo Cecchi nel 1648 ed accresciuta da successive donazioni nel Settecento e nell'Ottocento.
- Biblioteca francescana,

presso Castellare di Pescia fondata nel 1637
- Biblioteca comunale Carlo Magnani[21].

### Scuole
Per quanto riguarda le strutture scolastiche, La città è il secondo polo scolastico della provincia e primo nel comprensorio della Valdinievole. 
Hanno sede infatti quasi tutte le scuole superiori di ordine e grado e nello specifico: 
l'Istituto tecnico Agrario Anzilotti, con annesso convitto, l'Istituto tecnico commerciale Marchi che possiede anche una sede a Monsummano (Forti), l'Istituto professionale Sismondi - Pacinotti, con indirizzo turistico, grafico-pubblicitario e artistico, il liceo classico, linguistico, psicopedagogico, scientifico e scientifico con opzione scienze applicate "Carlo Lorenzini".

### Musei
- Museo civico di scienze naturali e archeologia della Valdinievole, attualmente il museo è chiuso.

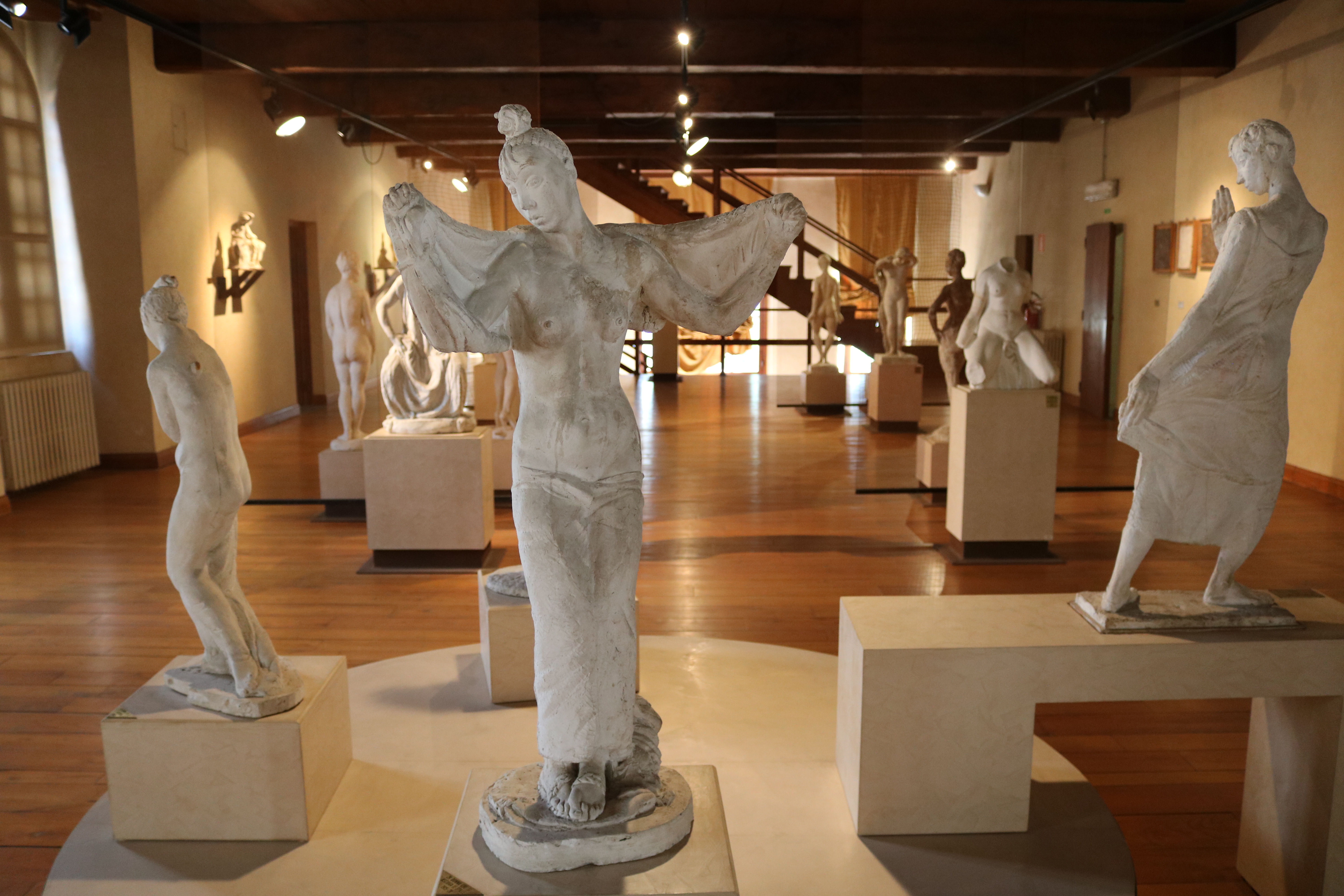
Gipsoteca “Libero Andreotti"

- Gipsoteca Libero Andreotti[22] Gipsoteca “Libero Andreotti". È ospitata nel Palazzo del Podestà, detto Palagio.
- Museo civico di Pescia. È ospitato nel Palazzo Galeotti, in Piazza Santo Stefano: istituito alla fine dell'800 da Ferdinando Martini, che custodisce interessanti opere pittoriche e scultoree di varie epoche, oltre che cimeli di personaggi legati alla storia cittadina.
- Museo della Carta di Pescia, il più importante museo italiano sulla produzione della carta a mano, si trova nella frazione di Pietrabuona in Valleriana [23].
- Pinacoteca di San Michele, possiede opere di grande rilievo ed è collocata in edificio di notevole rilevanza storica.

### Cucina
- Cioncia
- Mallegato
- Farinata di cavolo nero
- Castagnaccio
- Necci con la ricotta
- Crostini alla pesciatina

## Geografia antropica

### Frazioni
Nel territorio pesciatino si trovano le dieci castella di Pietrabuona, Medicina, Fibbialla, Aramo, San Quirico, Castelvecchio, Stiappa, Pontito, Sorana e Vellano: queste località si arroccano sulle colline pre-appenniniche chiamate Valleriana e talvolta soprannominate "Svizzera pesciatina" dopo che Giovan Carlo Leonardo Sismondi aveva notato una certa somiglianza con le montagne della sua terra natale. Queste antiche località posseggono tutte uno schema ben definito: sono esposte a sud, sono protette da mura (in molti casi andate distrutte) ed una torre di avvistamento che nel tempo ha visto mutare la sua funzione in residenza o in torre campanaria.
Fra le frazioni spiccano la celeberrima Collodi, importante meta turistica italiana, posta a ovest della città, e Veneri.

### Altre località del territorio
Altre località, situate nella zona pianeggiante a sud del centro storico sono Alberghi e Castellare (ormai di fatto saldate al capoluogo), sono poi presenti Cardino, Calamari, Chiodo, Collecchio, Macchie di San Piero, Monte a Pescia, Pesciamorta, Ponte all'Abate, San Lorenzo, Santa Margherita, Zei, Macchino, Colleviti, Molinaccio, Ponte di Sorana, Chiodo, Caporaletto, Portici, S. Erasmo, Ricciano, Pian dell'Eremita, Sargentino, Montaione, Buchignano, Eremo, Lignana e molte altre località omesse.

## Economia
Le attività industriali prevalenti nel territorio pesciatino sono: la già citata produzione floricola (garofani, gerbere) e la produzione della carta. Grazie al commercio dei fiori Pescia ha avuto nel corso del XX secolo uno sviluppo notevole che l'ha portata ad avere contatti con tutto il mondo. La produzione della carta, invece, ha radici più antiche tanto da contendere a Fabriano e Amalfi il primato della più antica cartiera italiana; a questo proposito a Pietrabuona è presente il Museo della Carta, mentre nelle valli della Valleriana sono tuttora attive alcune importanti cartiere.
Sul territorio comunale sono presenti importanti multinazionali della carta (Essity a Collodi) e del vetro (Verallia, gruppo Saint-Gobain).
Inoltre, nella Valleriana e lungo il greto del Pescia di Pescia vengono coltivati i fagioli di Sorana, fagioli cannellini dalla buccia molto sottile che hanno ottenuto dalla Comunità europea il marchio Igp - Indicazione geografica protetta.
Altra specialità agricola di Pescia è l'asparago, detto il "gigante di Pescia".
Per quanto riguarda l'artigianato, è ancora attiva e diffusa la lavorazione del rame finalizzata alla produzione di oggetti sia domestici sia artistici e anche di pannelli di contenuti religiosi.

## Infrastrutture e trasporti
Pescia è collegata a Lucca e Pistoia mediante autocorse CTT Nord che transitano sulla ex strada statale 435 Lucchese.
A Pescia finisce la Linea 703, linea di trasporti pubblici Autolinee Toscane che inizia a Montecatini Terme, le rispettive fermate sono piazza XX Settembre (presso il Palazzo Magnani) e il Terminal Pescia FS, presso la chiesa di Santa Maria Assunta in Castellare.
Nel 1907 fu inaugurata la linea tranviaria Lucca-Monsummano, che proprio in Pescia vedeva la propria località principale. Con le diramazioni della stessa verso la stazione FS, ed Alberghi Zei, inaugurate rispettivamente nel 1910 e 1911 Pescia si trovò ad ospitare una vera e propria rete tranviaria. La tranvia fu chiusa progressivamente fra il 1938 (Pescia-Monsummano e diramazioni) ed il 1957 (Lucca-Pescia). Presso l'attuale rotatoria ubicata in corrispondenza dello sbocco di viale Marconi (strada provinciale Mammianese) è tutt'oggi presente l'edificio che ospitava la rimessa tranviaria, restaurato rispettando la foggia originale del fabbricato e destinato ad appendice dell'attiguo centro commerciale.
Inaugurata nel 1848, dal 1908 la stazione ferroviaria è ubicata sulla ferrovia Firenze-Lucca ed è interessata dal traffico passeggeri regionale gestito da Trenitalia in accordo con il contratto di servizio stipulato con la Regione Toscana. Presso la stazione era presente un binario di raccordo con lo scalo merci FS destinato al trasbordo del carbone necessario, fino a metà degli anni venti, ad alimentare la centrale elettrica tranviaria.

## Amministrazione
Sindaci dalla Liberazione
| Periodo       | Periodo     | Primo cittadino              | Partito                                                         | Carica                   | Note |
| ------------- | ----------- | ---------------------------- | --------------------------------------------------------------- | ------------------------ | ---- |
| 1944          | 1944        | Mario Giaccai (Indipendente) | CLN (PCI, PSIUP, P.d'AZ, DC)                                    | Sindaco                  |      |
| 1944          | 1946        | Ferruccio Tongiorgi (PSIUP)  | CLN (PSIUP, PCI, Pd'AZ, DC)                                     | Sindaco                  |      |
| 1946          | 1951        | Ferruccio Tongiorgi (PSIUP)  | PSIUP, PCI, P.d'AZ                                              | Sindaco                  |      |
| 1951          | 1956        | Rolando Anzilotti (DC)       | DC, PSDI                                                        | Sindaco                  |      |
| 1956          | 1957        | Achille Verani               |                                                                 | Commissario prefettizio  |      |
| 1957          | 1960        | Mario Valleggi (DC)          | DC, PSDI                                                        | Sindaco                  |      |
| 1960          | 1964        | Umberto Incerpi (PSDI)       | PSDI, DC                                                        | Sindaco                  |      |
| 1964          | 1965        | Umberto Incerpi (PSDI)       | PSDI, PSI, DC                                                   | Sindaco                  |      |
| 1965          | 1970        | Nilo Silvestri (PSI)         | PSI, PSDI, DC                                                   | Sindaco                  |      |
| 1970          | 1972        | Mario Biscioni (DC)          | DC, PSI, PSDI                                                   | Sindaco                  |      |
| 1972          | 1975        | Mosfero Panteri (DC)         | DC, PSI, PSDI                                                   | Sindaco                  |      |
| 1975          | 1980        | Carlo Giannetti (PSI)        | PSI, PCI                                                        | Sindaco                  |      |
| 1980          | 1983        | Carlo Corradini (DC)         | DC, PSI, PSDI                                                   | Sindaco                  |      |
| aprile 1983   | giugno 1983 | Giuseppe Gioffrè             |                                                                 | Commissario prefettizio  |      |
| 1983          | 1988        | Galileo Guidi (PCI)          | PCI, PSI                                                        | Sindaco                  |      |
| 1988          | 1992        | Galileo Guidi (PCI/PDS)      | PCI/PDS, PSI, DC, PSDI                                          | Sindaco                  |      |
| 1992          | 1993        | Renzo Giuntoli (PDS)         | PDS, PSI, DC                                                    | Sindaco                  |      |
| 1993          | 1997        | Renzo Giuntoli (PDS)         | PDS, Verdi                                                      | Sindaco                  |      |
| 1997          | 2001        | Renzo Giuntoli (PDS/DS)      | PDS/DS, PPI, Verdi                                              | Sindaco                  |      |
| 2001          | 2003        | Roberto Fambrini (UDC)       | UDC, Forza Italia, AN, LN, Lista civica "Per Pescia", Nuovo PSI | Sindaco                  |      |
| 2003          | 2004        | Vittorio De Cristofaro       |                                                                 | Commissario prefettizio  |      |
| 2004          | 2009        | Antonio Abenante (DS/PD)     | PD (DS e DL), IDV, SDI                                          | Sindaco                  |      |
| 2009          | 2014        | Roberta Marchi (PDL)         | PDL, LN, UDC, Lista civica "Con Pescia"                         | Sindaco                  |      |
| 2014          | 2017        | Oreste Giurlani (PD)         | PD, Lista civica "Pescia è di tutti", PSI, PRC, SEL-IDV         | Sindaco                  |      |
| giugno 2017   | giugno 2018 | Silvia Montagna              |                                                                 | Commissario prefettizio  |      |
| 2018          | 2021        | Oreste Giurlani              | liste civiche                                                   | Sindaco                  |      |
| 2021          | 2022        | Guja Guidi                   | liste civiche                                                   | Sindaco facente funzioni |      |
| febbraio 2022 | luglio 2022 | Vittorio De Cristofaro       |                                                                 | Commissario prefettizio  |      |
| 2022          | 2023        | Oreste Giurlani              | liste civiche                                                   | Sindaco                  |      |
| 2023          | in carica   | Riccardo Franchi             | PD, liste civiche                                               | Sindaco                  |      |

### Gemellaggi
- Nerja
- Oullins

### Patti d'amicizia
- Medicina

## Sport

### Calcio
Per diversi anni (dal 2008) il Pesciauzzanese è stata la squadra principale di calcio della città ed ha giocato il campionato regionale di Eccellenza FIGC, sfiorando la promozione in Serie D. Dal 2014-2015 il settore giovanile del Pesciauzzanese riprende il nome di Usd Pescia e i vecchi colori sociali Rosso-neri. Nasce anche una prima squadra che riparte dalla Terza categoria FIGC.
Il Veneri Calcio esiste dal 2001 ha giocato nel campionato di Seconda categoria FIGC (stagione 2016/17 e 2017/18) utilizzando dalla sua nascita in poi il campo sportivo comunale di Veneri. Ha vinto nella stagione 2009/2010 la Coppa Toscana Provinciale ed il campionato di Terza Categoria nella stagione 2015/2016. Nel 2017/18 ha giocato le partite interne come Usd Pescia lo Stadio dei Fiori.

### Pallavolo
La società che rappresenta Pescia nel mondo pallavolistico toscano è l'ASD Pallavolo Delfino Pescia, società associata a FIPAV e UISP.
I colori ufficiali sono il rosso e il blu. La prima squadra femminile milita in Serie C (anno 2022/2023), mentre quella maschile in Prima divisione.

### Basket
La squadra di pallacanestro è la Cestistica Audace Pescia che milita nella Serie C regionale.

### Atletica
L'Atletica Pescia ha sede allo stadio dei Fiori e da più di 40 anni ha gareggiato, e a tutt'oggi gareggia, con i suoi atleti. Alessandro Lambruschini che poi è stato uno dei migliori interpreti italiani dei 3000 m siepi ha militato in gioventù con i colori dell'Atletica Pescia (Bianco e Rossi).

### Tiro con l'arco
Troviamo anche una squadra di Tiro con l'arco, gli Arcieri città di Pescia, vincitrice di numerosissimi titoli italiani FITARCO nonché di 4 titoli Mondiali con Sergio Pagni (due titoli FITA), Luciana Pennacchi (H&F) e Giacomo Luca Fantozzi (3D).
Emblema di Pescia è il sopracitato Palio dei Rioni dove i 4 rioni che suddividono il centro storico si contendono "il palio" (un panno di stoffa pregiata) in una competizione di tiro con l'arco che va avanti dal 1339-1340 (quando Santa Dorotea divenne patrona della città), anche se la versione moderna risale al 1978-1981 (fondazione della Lega dei Rioni). Dei quattro partecipanti si ricorda il rione Ferraia, primo ad essere stato promosso in Serie A1 (Tenzone Aurea) del campionato FISB.